# Упасампада

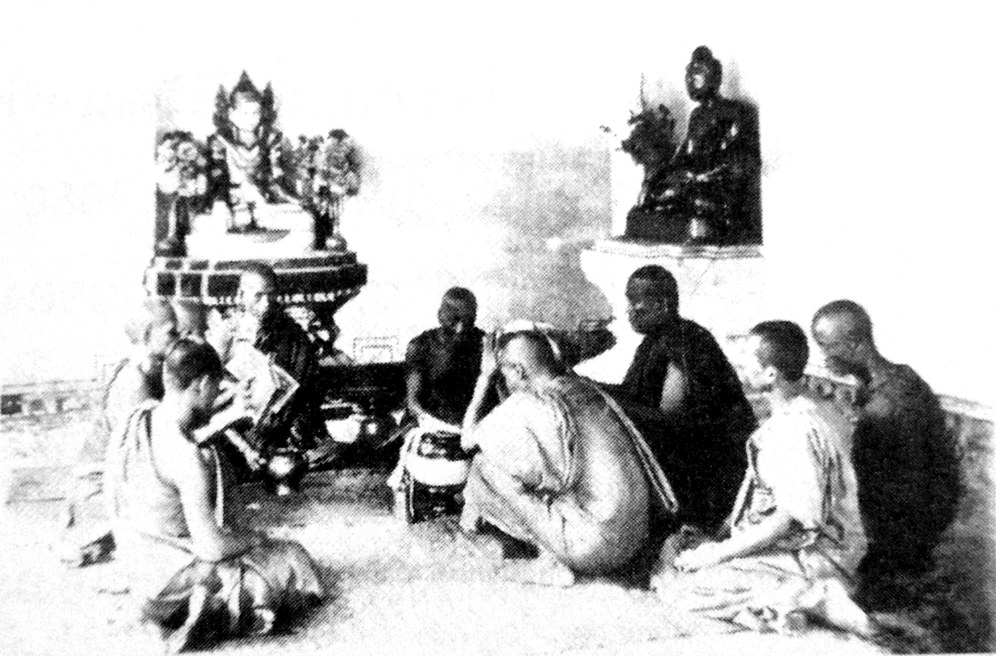
Упасампада буддийского монаха в Бирме

Упасампада (пали upasampadā) буквально означает «подход или приближение к аскетической традиции». В более общем смысле это, в частности, относится к ритуалу и церемонии аскетической проверки (рукоположения), посредством которого кандидат, если он считается подходящим, входит в сообщество как упасампадан (рукоположенный) и становится уполномочен вести аскетическую жизнь.
Согласно буддийским монашеским кодексам (Виная), чтобы стать монахом или монахиней человеку должно исполниться 20 лет. Человек в возрасте до 20 лет не может пройти упасампаду (то есть стать монахом (бхиккху) или монахиней (бхикшуни), но может получить статус новичка (саманера, ж. саманери). Через год или в возрасте 20 лет новичок может стать кандидатом на прохождение упасампады.
Традиционно, упасампада проводится в хорошо размеченном и освященном месте, называемом сима , где должно присутствовать определённое количество монахов: десять или пять.

## Региональные вариации
Обычаи проведения упасампады варьируются в зависимости от региональных традиций. В Тхераваде монахи обычно совершают рукоположение в более высокие сан, как только получают на это право. В Восточной Азии для монахов более характерно откладывать или избегать рукоположения посредством упасампады, оставаясь саманерами на протяжении большей части или всей монашеской карьеры. Эта разница может быть обусловлена исторической нехваткой в Восточной Азии храмов, способных обеспечить высшее посвящение в соответствии с Винаей.